# فهرست ورزشگاه‌های انگلستان
| تصویر | ورزشگاه                 | مکان                   | ظرفیت  | ورزش                                                                    | مستأجر                                                                          |
| ----- | ----------------------- | ---------------------- | ------ | ----------------------------------------------------------------------- | ------------------------------------------------------------------------------- |
|       | ورزشگاه ومبلی           | لندن                   | ۹۰٬۰۰۰ | فوتبال، دو و می‌دانی، راگبی، اتحادیه راگبی، موتور سواری، فوتبال آمریکایی | تیم ملی فوتبال انگلیس                                                           |
|       | ورزشگاه تویینکهام       | لندن                   | ۸۲٬۰۰۰ | اتحادیه راگبی                                                           | تیم ملی راگبی انگلیس                                                            |
|       | الدترافورد              | منچستر                 | ۷۵٬۹۵۷ | فوتبال                                                                  | باشگاه فوتبال منچستر یونایتد                                                    |
|       | ورزشگاه امارات          | لندن                   | ۶۰٬۳۵۵ | فوتبال                                                                  | باشگاه فوتبال آرسنال                                                            |
|       | ورزشگاه المپیک لندن     | استراتفورد، لندن، لندن | ۶۰٬۰۰۰ | فوتبال، دو و میدانی                                                     | باشگاه فوتبال وستهام یونایتد                                                    |
|       | ورزشگاه شهر منچستر      | منچستر                 | ۵۵٬۰۹۷ | فوتبال                                                                  | باشگاه فوتبال منچستر سیتی                                                       |
|       | آنفیلد                  | لیورپول                | ۵۴٬۰۷۴ | فوتبال                                                                  | باشگاه فوتبال لیورپول                                                           |
|       | سنت جیمز پارک           | نیوکاسل                | ۵۲٬۳۸۷ | فوتبال                                                                  | باشگاه فوتبال نیوکاسل                                                           |
|       | ورزشگاه او لایت         | ساندرلند               | ۴۹٬۰۰۰ | فوتبال                                                                  | باشگاه فوتبال ساندرلند                                                          |
|       | ورزشگاه ویلا پارک       | بیرمنگام               | ۴۲٬۷۸۸ | فوتبال                                                                  | باشگاه فوتبال استون ویلا                                                        |
|       | ورزشگاه استمفورد بریج   | لندن                   | ۴۲٬۴۴۹ | فوتبال                                                                  | باشگاه فوتبال چلسی                                                              |
|       | ورزشگاه گودیسون پارک    | لیورپول                | ۴۰٬۱۷۰ | فوتبال                                                                  | باشگاه فوتبال اورتون                                                            |
|       | ورزشگاه هیلزبورو        | شفیلد                  | ۳۹٬۷۳۲ | فوتبال                                                                  | باشگاه فوتبال شفیلد ونزدی                                                       |
|       | ورزشگاه الند رود        | لیدز                   | ۳۹٬۴۶۰ | فوتبال                                                                  | باشگاه فوتبال لیدز یونایتد                                                      |
|       | ورزشگاه وایت هارت لن    | لندن                   | ۳۶٬۲۳۸ | فوتبال                                                                  | باشگاه فوتبال تاتنهام                                                           |
|       | ورزشگاه بولین گراند     | لندن                   | ۳۵٬۱۴۶ | فوتبال                                                                  | باشگاه فوتبال وستهام یونایتد                                                    |
|       | ورزشگاه ریورساید        | میدلزبورو              | ۳۵٬۱۰۰ | فوتبال                                                                  | باشگاه فوتبال میدلزبورو                                                         |
|       | ورزشگاه پرید پارک       | دربی                   | ۳۳٬۵۹۷ | فوتبال                                                                  | باشگاه فوتبال دربی کانتی                                                        |
|       | ورزشگاه برامال لین      | شفیلد                  | ۳۳٬۰۰۰ | فوتبال، راگبی                                                           | باشگاه فوتبال شفیلد یونایتد                                                     |
|       | ورزشگاه سنت مریز        | ساوت‌همپتون             | ۳۲٬۶۸۹ | فوتبال                                                                  | باشگاه فوتبال ساوت‌همپتون                                                        |
|       | ورزشگاه ریکو آرنا       | کاونتری                | ۳۲٬۶۰۹ | فوتبال                                                                  | باشگاه فوتبال کاونتری سیتی                                                      |
|       | ورزشگاه کینگ پاور       | لستر                   | ۳۲٬۲۶۲ | فوتبال                                                                  | باشگاه فوتبال لستر سیتی                                                         |
|       | ورزشگاه مولینکس         | ولورهمپتون             | ۳۱٬۷۰۰ | فوتبال                                                                  | باشگاه فوتبال ولورهمپتون واندررز                                                |
|       | ورزشگاه اوود پارک       | بلکبرن                 | ۳۱٬۳۶۷ | فوتبال                                                                  | باشگاه فوتبال بلکبرن راورز                                                      |
|       | ورزشگاه فالمر           | برایتون                | 30,750 | فوتبال                                                                  | باشگاه فوتبال برایتون اند هوو آلبیون                                            |
|       | ورزشگاه سیتی گراند      | ناتینگهام              | ۳۰٬۶۰۲ | فوتبال                                                                  | باشگاه فوتبال ناتینگهام فارست                                                   |
|       | ورزشگاه ام‌کی            | میلتون کینز            | ۳۰٬۵۰۰ | فوتبال                                                                  | باشگاه فوتبال میلتون کینز دونز                                                  |
|       | ورزشگاه پورتمن رود      | ایپسوییچ               | ۳۰٬۳۱۱ | فوتبال                                                                  | باشگاه فوتبال ایپسوییچ تاون                                                     |
|       | ورزشگاه سنت اندروز      | بیرمنگام               | ۳۰٬۰۱۶ | فوتبال                                                                  | باشگاه فوتبال بیرمنگام سیتی                                                     |
|       | زمین کریکت لورد         | لندن                   | ۳۰٬۰۰۰ | کریکت                                                                   | باشگاه کریکت میدلسکس کانتی                                                      |
|       | ورزشگاه مکرون           | بولتون                 | ۲۸٬۷۲۳ | فوتبال                                                                  | باشگاه فوتبال بولتون واندررز                                                    |
|       | ورزشگاه بریتانیا        | استوک-آن-ترنت          | ۲۸٬۳۸۴ | فوتبال                                                                  | باشگاه فوتبال استوک سیتی                                                        |
|       | ورزشگاه هاوتورنز        | وست برومویچ            | ۲۷٬۸۷۷ | فوتبال                                                                  | باشگاه فوتبال وست برومویچ آلبیون                                                |
|       | ورزشگاه ولی             | لندن                   | ۲۷٬۱۱۱ | فوتبال                                                                  | باشگاه فوتبال چارلتون اتلتیک                                                    |
|       | ورزشگاه سلهارست پارک    | لندن                   | ۲۶٬۲۲۵ | فوتبال                                                                  | باشگاه فوتبال کریستال پالاس                                                     |
|       | ورزشگاه کارو رود        | نوریچ                  | ۲۶٬۰۳۴ | فوتبال                                                                  | باشگاه فوتبال نورویچ سیتی                                                       |
|       | ورزشگاه اودسال          | برادفورد               | ۲۶٬۰۱۹ | راگبی                                                                   | باشگاه راگبی برادفورد بولز                                                      |
|       | ورزشگاه کریون کاتج      | لندن                   | ۲۶٬۰۰۰ | فوتبال                                                                  | باشگاه فوتبال فولهام                                                            |
|       | ورزشگاه کی‌کوم           | کینگستن هال            | ۲۵٬۴۰۴ | فوتبال، راگبی                                                           | باشگاه فوتبال هال سیتی باشگاه فوتبال هال                                        |
|       | ورزشگاه دارلینگتون آرنا | دارلینگتون             | ۲۵٬۲۹۴ | فوتبال                                                                  | Darlington Mowden Park R.F.C.                                                   |
|       | ورزشگاه دی‌دابلیو        | ویگان                  | ۲۵٬۱۳۸ | فوتبال، راگبی                                                           | باشگاه فوتبال ویگان اتلتیک باشگاه ویگان واریورز                                 |
|       | ورزشگاه ولی پرید        | برادفورد               | ۲۵٬۱۳۶ | فوتبال                                                                  | باشگاه فوتبال برادفورد سیتی ای. اف. سی                                          |
|       | ورزشگاه دان ولی         | شفیلد                  | ۲۵٬۰۰۰ | دو و میدانی، راگبی، فوتبال                                              | باشگاه فوتبال شهر شفیلد باشگاه فوتبال شفیلد ایگلس باشگاه فوتبال روترهام یونایتد |
|       | زمین کریکت اجباستون     | بیرمنگام               | ۲۵٬۰۰۰ | کریکت                                                                   | Warwickshire CCC                                                                |